# Compromís de Luxemburg

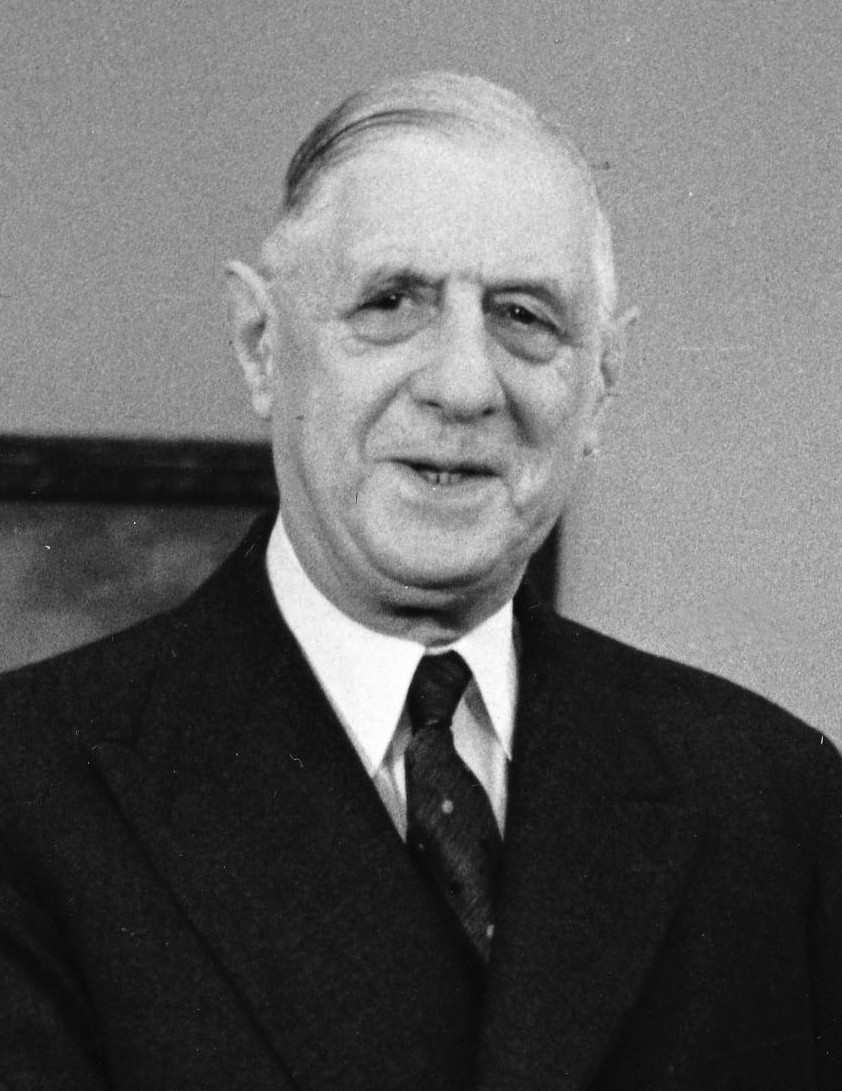
Fotografia de Charles de Gaulle, un dels polítics implicats en la crisi.

El Compromís de Luxemburg, assolit el 30 de gener del 1966, fou un acord polític informal entre els estats membres de la CEE. Posà fi a l'anomenada "crisi de la cadira buida" iniciada el 30 de juny del 1965 amb la decisió del president francès Charles De Gaulle de boicotejar les reunions del Consell de Ministres de la CEE, cosa que bloquejà l'activitat de la CEE.
La decisió de De Gaulle fou una resposta a la proposta avançada per la Comissió de la CEE el 1965, que suggeria modificacions a la Política Agrícola Comuna, un reforç del Parlament Europeu i de la Comissió, i l'extensió del recurs a votacions a majoria qualificada (i ja no per unanimitat) al si del Consell de Ministres. La proposta de la Comissió anava en el sentit d'un reforç de la integració europea i del caràcter supranacional de la CEE, a la qual cosa De Gaulle s'oposava. Vista la dificultat per arribar a un compromís entre França, la Comissió i els altres estats membres, el 30 juny del 1965 De Gaulle decidí boicotejar les activitats de la CEE en senyal de protesta, fent servir l'anomenada política de la "cadira buida".
Amb el compromís assolit a Luxemburg al gener del 1966, els governs dels estats membres de la CEE decidiren que també en els casos en què es preveia una votació a majoria qualificada i no per unanimitat, cada estat podia tenir tanmateix una mena de veto. De fet es mantingué el mètode de votació per unanimitat, que assegurava influència a cada govern dels estats membres. Es decidí, doncs, alentir el procés de construcció d'una Europa supranacional i federal i afavorir en canvi una concepció intergovernamental de la CEE, en què els estats mantinguessin amples poders.
A causa de la crisi de la cadira buida, en acabar el mandat de la Comissió Hallstein II a principis del 1967, els governs dels estats membres de la CEE decidiren no renovar el mandat de president de la Comissió Europea a Walter Hallstein.
Les regles sobre els mètodes de votació al si del Consell de Ministres de les Comunitats Europees foren modificades amb l'Acta Única Europea entrada en vigor el 1987, que reintroduïa el recurs a les votacions a majoria qualificada en alguns àmbits.